# Monsenhor Tabosa
Monsenhor Tabosa é um município brasileiro do estado do Ceará, na Mesorregião dos Sertões Cearenses. Sua população no ano 2016 foi estimada em 17 025 habitantes. O nome Monsenhor Tabosa é uma homenagem ao Sacerdote Antônio Tabosa Braga.

## História
Suas origens remontam ao Século XIX e têm como precedente gregário Teodoro de Melo e seus escravos, conhecidos estes por Pretos Teles. Dessa propriedade, denominada de Forquilha e posteriormente de Telha, constam como adquirentes fragmentários, Inácio Gomes e Veríssimo Gomes, tendo como fatias adquiridas duas léguas de terras. Desse conjunto de moradores, reunidos a outros que posteriormente se fixariam na fazenda, nasceria a povoação que historicamente nos ocupa.

### Manifestações políticas
A primeira manifestação de caráter político nasceu com a criação do Distrito de Paz, provindo da lei nº 2.011, de 6 de setembro de 1882, vinculado à jurisdição de Tamboril. Com a supressão do município de Tamboril, conforme decreto-lei nº 193, de 20 de maio de 1931, o já denominado Distrito de Telha transferiu-se para a jurisdição de Santa Quitéria. Retornou à jurisdição do município de Tamboril, quando da restauração deste, conforme Dec-lei nº 1.156, de 4 de dezembro de 1933, com a denominação de Arraial da Telha.
Vale ressaltar, no entanto e a título de melhores esclarecimentos, que o locativo Telha nada tem com a produção ceramista, a exemplo de outro distrito de igual nome (Iguatu). Trata-se, segundo tradição oral, do fato de terem sido encontrados, quando da edificação da capela, remanescentes de antiga olaria, além de resíduos probatórios desse tipo de cerâmica.
Sua elevação à categoria de vila provém do decreto-lei nº 169, de 31 de março de 1938, e à categoria de município na forma da lei nº 1.153, de 22 de novembro de 1951, tendo sido instalado a 25 de março de 1955.

### Igreja
As primeiras manifestações de apoio eclesial provêm de doação do respectivo patrimônio, constante de 100 braças de terras e a ter por doadores Veríssimo Gomes e Inácio Gomes. Esse patrimônio teve por finalidade a edificação da primitiva capela da qual consta como padroeiro São Sebastião. As obras de conclusão desse templo, já que do início não restam informações, datam do ano de 1868, graças ao trabalho realizado pelo padre José Antônio de Carvalho, e que seria também o seu primeiro vigário. A igreja matriz, obra igualmente do padre Carvalho, consta de reforma e ampliação dessa primitiva capela, tendo como referencial de tempo o ano de 1884. Com a criação da paróquia, em data que a história não registra, esta ficou vinculada juridicamente ao bispado de Sobral.

#### Formação administrativa
Entre 1936 e 1937 foi criado o distrito de Monsenhor Tabosa (ex-Forquilha e ex-Telha), sendo esse distrito no município de Tamboril. Em 1951 foi elevado à categoria de município, desmembrado de Tamboril, mas só foi instalado em 1955. Em 1963 são criados dois distritos: Nossa Senhora do Livramento e Barreiros. Até hoje a cidade só tem dois distritos além do distrito-sede.

## Geografia

### Relevo
O principal acidente geográfico de Monsenhor Tabosa é a Serra das Matas, com uma área de aproximadamente 195,4km2, que faz limite com o Município de Catunda. Conta com um complexo de montanhas com altitudes próxima de 1.200 metros. Na área do município vamos encontrar o ponto mais alto do Estado do Ceará, o Pico da Serra Branca, com 1.154,56 metros, segundo o IBGE. Maciços Residuais e Depressões Sertanejas.

### Clima
Tropical semi-árido brando e tropical sub-úmido na região de maior altitude, com pluviometria média de 847 mm e chuvas concentradas de fevereiro a abril.

### Vegetação
Floresta caducifólia espinhosa (caatinga arbórea) na maior parte do município, especialmente nas porções centro e sul do território e floresta subcaducifólia tropical pluvial (mata seca) na porção norte do território, tanto na área da sede do município, quanto na serra das Matas.

### Recursos hídricos
Açude da Barra
Trata-se de uma barragem localizada a 6 quilômetros, na zona rural do município que represa o rio Quixeramobim. A obra foi concluída em 1998 e seu reservatório tem capacidade para armazenar 12.100.000 metros cúbicos de água.

## Transportes
O município é cortado por três rodovias estaduais: CE-266, CE-467 e CE-265, os principais acessos pavimentados são a CE-265 acesso via ladeira dos macacos dividida em dois aclives e CE-467 através da ladeira do jacinto com um aclive vindo do município vizinho Boa viagem. Existem várias outras estradas locais que ligam a zona urbana à zona rural.
Há também uma pista de pouso na periferia da cidade.